# 大堰镇 (宁波市)
大堰镇，是中华人民共和国浙江省宁波市奉化区下辖的一个行政建制镇，辖区面积129.19平方公里，原名大万竹，北宋时村前县溪处筑有大堰墈，改为现名:95-96。

## 历史
唐时属连山乡、通剡乡，宋至清属连山乡，部分属剡源乡，民国初期属里连山区，1925年属连山区大堰市，1939年属小万竹区连山五乡、六乡、七乡，1947年属连山区万竹乡、镇亭乡，1949年属方门区万竹乡、镇亭乡，1950年改为方门区大堰乡、柏坑乡、万竹乡、南溪乡、董李乡、畈里乡，1956年柏坑乡、南溪乡大周村、常照村并入大堰乡，南溪乡（除大周村、常照村），岩头乡谢界山村
并入万竹乡，畈里乡并入董李乡，1958年改为大堰公社大堰管理区、万竹管理区、董李管理区，1961年改为大堰公社、万竹公社、董李公社，属方门区，1983年改为大堰乡、万竹乡、董李乡，1987年大堰乡改为大堰镇，1992年5月万竹乡并入大堰镇，2001年6月董李乡并入大堰镇:12-17、265、509:95。

## 行政区划
大堰镇下辖以下地区：
大堰社区、大堰村、后畈村、南坑岙村、西畈村、蒋家山头村、岭下村、赵岙村、枫树岭村、张家村、山门村、常照村、社家畈村、万一村、万二村、西堡岙村、徐家村、王家村、程家村、箭岭村、谢界山村、竹林村、田墩村、石井村、畈里村、董家岙村、严思坑村、韩学士村、下旺村、里车头村、李家村、董家村、宦墈村、大公岙村、柏坑村、湖边桥村、南溪村、三溪村、三联村、万三村和洞坑村。

## 中国传统村落
2019年6月6日，大堰村、董家村列入第五批中国传统村落。